# おきあがりこぼし

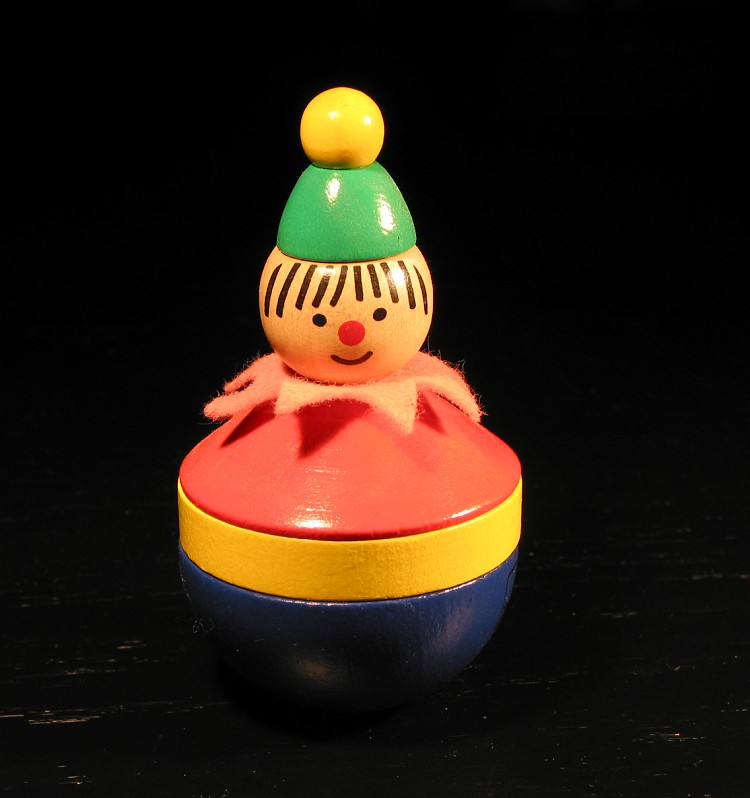
木製のおきあがりこぼし

おきあがりこぼし（起き上がり小法師）は重心を利用した玩具である。国、地域によっては丸底人形、roly-poly toy、tilting doll、タンブラー、またはwobbly manなどと呼ばれる。一般的には卵形の球面の底をした玩具であり、斜めにされても勝手に起き上がる。一般に中は空洞で、底の半球部分の中におもりがはいっており、重心は半球の中心より下にある。おもちゃを傾けたり倒したりすると重心が上がり、重力の位置エネルギーが最小となる平衡である直立方向に戻ろうとするが、勢いがつきすぎて行き過ぎてしまうために逆側の重心が高くなって再び重心を戻そうと直立方向に戻るという動きを繰り返し少しのあいだぐらつくが、やがて静止する。

昭和中期のセルロイド製の乳児用おきあがりこぼし

日本の起き上がり小法師・一部のだるま・おきあがりポロンちゃん、ロシアのневаляшка（nevalyashka、ネヴァリャーシュカ、"倒れないもの"）やванька-встанька（van'ka-vstan'ka 、"起き上がるイヴァン"）、Playskool製のWeebleのように、色々な外見のおきあがりこぼしが複数の玩具メーカーや様々な文化で作られてきた。

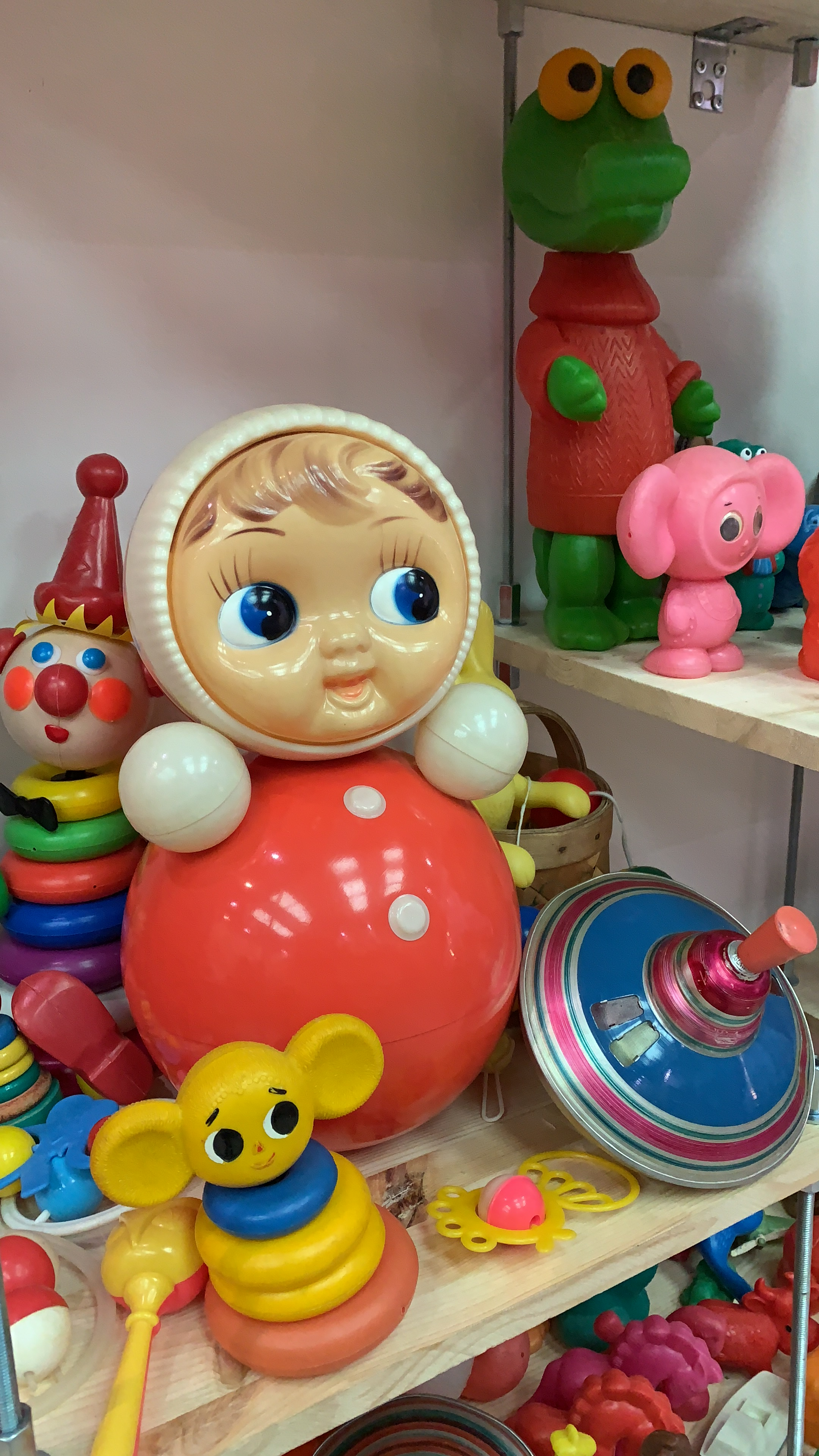
(ネヴァリャーシュカ)

日本のおきあがりこぼしは、玩具の勝手に起きあがるという特徴から、成功する、不幸なできごとを乗り越える、不運から逃れることになぞらえている。歴史的には中国から伝来し、室町時代頃には既に存在していたとされ、江戸時代の天保15年に出版された「重修本草網目録啓蒙」には、京都府宇治市にある萬福寺の隠元禅師を模して広まったと記述されている。
中国の伝統的なおきあがりこぼしは中が空洞の陶器製の太った子供の人形である。また「中国の民芸品には、舞台上で見られるような滑稽な官吏の形のおきあがりこぼしもたくさんある。官僚の非効率さや愚かさを揶揄したものである」。
運動スキルが発達するころの小さな子供のためにおきあがりこぼしを勧める玩具メーカーもある。子供がたたいてもおきあがりこぼしは転がっていってしまうことがない。
「Monsieur Culbuto」とよばれる公演がDynamogene劇場によって行われ、観客はおきあがりこぼしに扮した人とふれあえる。
| この人形は中がほとんど空洞で底の部分におもりがあるため（的で示した）重心が低くなっている。 |  | 人形が押されると重心が緑の線から橙色の線に高くなり、地面と接する点の上から重心が外れてしまう。 |
| この人形は中がほとんど空洞で底の部分におもりがあるため（的で示した）重心が低くなっている。 |  | 人形が押されると重心が緑の線から橙色の線に高くなり、地面と接する点の上から重心が外れてしまう。 |